# Volcà de Comadega
El Volcà de Comadega (o el Volcà de Torrent) és un volcà situatentre els municipis de Sant Feliu de Pallerols i Santa Pau, a la comarca catalana de la Garrotxa.